# Claude William Jacob
Sir Claude William Jacob, född 21 november 1863 i Bombay, död 2 juni 1948, var en brittisk fältmarskalk. 
Jacob deltog i första världskriget som befälhavare över ett antal indiska divisioner. 1916 tog han befälet över 2nd Corps i 5th Army. 1917 blev han generallöjtnant.
1925 var han överbefälhavare i Indien och 1926 blev han utnämnd till fältmarskalk. 1937-1943 var han Connétable i Towern, London. Han avled den 2 juni 1948, 84 år gammal.